# Diphalangium graminifolium
Diphalangium graminifolium là một loài thực vật có hoa trong họ Amaryllidaceae. Loài này được Schauer mô tả khoa học đầu tiên năm 1847.